# Wagner Moura
Wagner Maniçoba de Moura, född 27 juni 1976, är en brasiliansk skådespelare, regissör och filmskapare.

## Biografi
Wagner Moura inledde sin karriär med teater i Salvador, där han arbetade med kända regissörer, och gjorde snart några framträdanden i filmer. År 2003 fick han sina första ledande roller i filmer, förutom att ha en framträdande roll i filmen Carandiru, vilket förde honom till huvudscenen i brasiliansk film.
Han fortsatte att spela i nationella långfilmer, inklusive biosuccén Elite Squad och Elite Squad 2, och spelade den berömda karaktären Capitão Nascimento. Den första filmen fick utmärkelsen Guldbjörnen och båda produktionerna gav eko utanför Brasilien, vilket ökade hans internationella erkännande.
År 2015 spelade han huvudrollen som den colombianske knarkbaronen Pablo Escobar i Netflix-succén Narcos, för vilket han blev nominerad till flera utmärkelser.
År 2022 medverkade han i tv-serien Shining girls på Apple TV+ som figuren "Dan" som är singelpappa och tidigare stjärnreporter. "Dan" försöker bevisa att han tagit kontroll över spriten, men i gestaltningen kan man "nästan känna lukten av bakfylla" skrev SvD:s Karoline Eriksson i en recension.

## Filmografi (i urval)
- 2007 – Tropa de Elite
- 2015 – Narcos (TV-serie)
- 2020 – Sergio
- 2024 – Civil War
- 2025 – Dope Thief (TV-serie)
- 2025 – The Secret Agent